# Elektrometeory

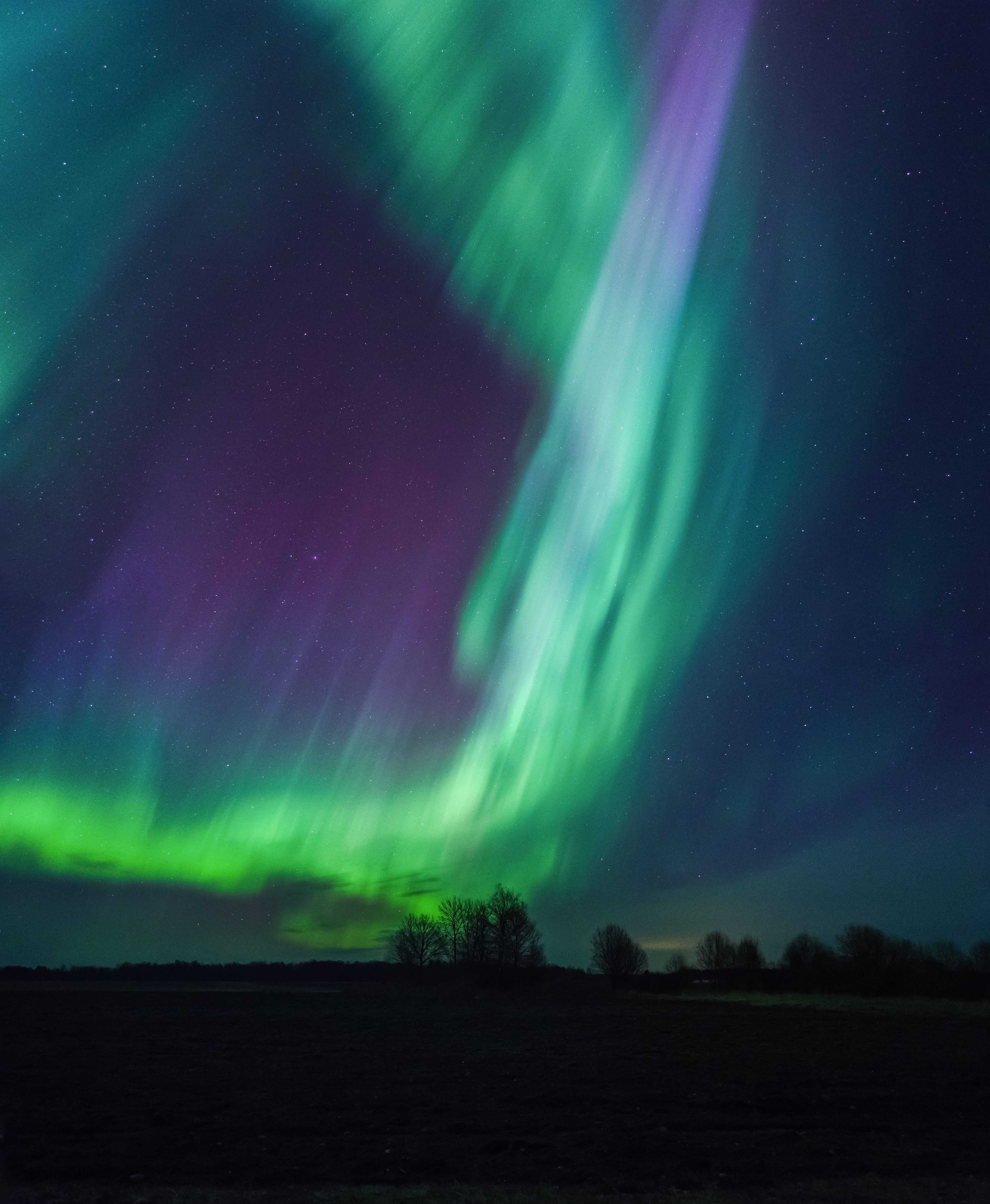
Zorza polarna w Estonii

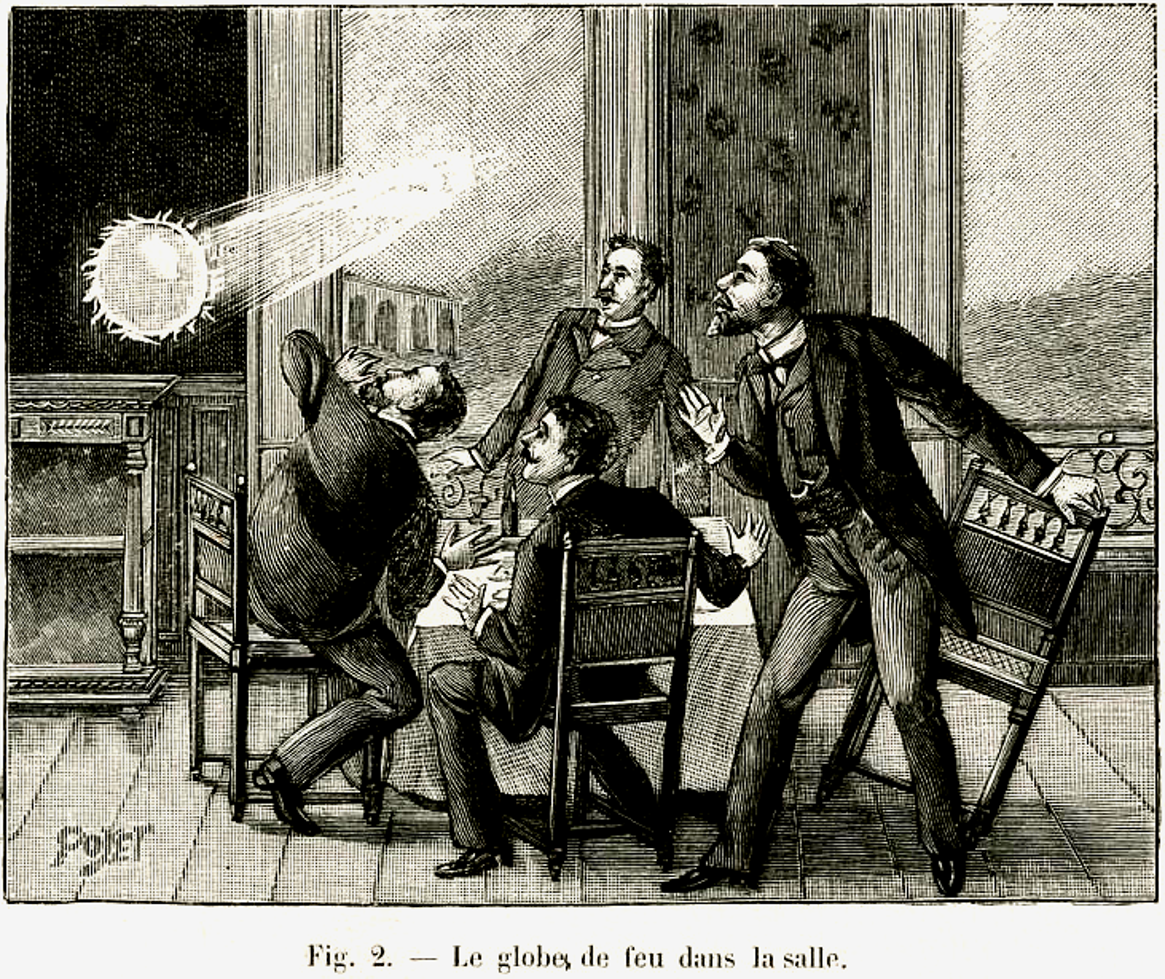
Piorun kulisty

Elektrometeory – zjawiska elektryczne w atmosferze spowodowane przepływem ładunków elektrycznych i jonizacją gazów, związane ze świeceniem materii, zmianą koloru, kształtu bądź wytwarzaniem dźwięków. Do elektrometeorów zalicza się takie zjawiska jak:
1. burza (gwałtowny opad atmosferyczny połączony ze zjawiskami elektrycznymi, wywołanymi różnicą potencjałów),
  - błyskawica,
  - grzmot,
  - duszki,
  - piorun kulisty,
2. ognie świętego Elma,
3. zorza polarna,